# Astragalus kabadianus
Astragalus kabadianus är en ärtväxtart som beskrevs av Vladimir Ippolitovich Lipsky. Astragalus kabadianus ingår i släktet vedlar, och familjen ärtväxter. Inga underarter finns listade i Catalogue of Life.